# Васютино (Бабаевский район)
Васютино — деревня в Бабаевском районе Вологодской области.
Входит в состав Борисовского сельского поселения (с 1 января 2006 года по 13 апреля 2009 года входила в Новостаринское сельское поселение), с точки зрения административно-территориального деления — в Новостаринский сельсовет.
Расположена на правом берегу реки Верхняя Чужбойка. Расстояние до районного центра Бабаево по автодороге — 76 км, до центра муниципального образования села Борисово-Судское по прямой — 7 км. Ближайшие населённые пункты — Ивановская, Костино, Никоново, Федюнино.
По переписи 2002 года население — 6 человек. На 2008 год население — 0 человек (зимний период). В летний период живут только дачники.